# Leondra Kruger
Leondra Reid Kruger (Los Angeles, 28 de julho de 1976) é uma juíza associada da Suprema Corte da Califórnia, a mais jovem nomeada para o tribunal, e uma ex-funcionária do governo Obama.

## Início de vida e educação
Nascida em Los Angeles, Kruger cresceu em South Pasadena, Califórnia, e é filha de dois pediatras. Ela estudou na Escola Politécnica de Pasadena, Califórnia, e graduou-se pela Universidade Harvard e pela Faculdade de Direito de Yale, onde serviu como editor-em-chefe do Yale Law Journal.

## Carreira profissional

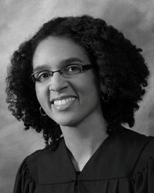
Foto oficial de Leondra Kruger como juíza associada da Suprema Corte da Califórnia.

No verão de 1999, foi estagiária do escritório do procurador dos Estados Unidos em Los Angeles. Em 2000, trabalhou como associada de verão no escritório de advocacia Munger, Tolles & Olson.
Entre 2001 e 2002, trabalhou como associada no escritório de advocacia Jenner & Block. Depois, de 2002 a 2003, trabalhou para o juiz David Tatel no Tribunal de Apelações dos Estados Unidos para o Circuito do Distrito de Columbia. Kruger, em seguida, trabalhou com John Paul Stevens, juiz da Suprema Corte dos Estados Unidos, de 2003 até 2004.
De 2004 até 2006, Kruger foi funcionária do escritório WilmerHale. Em 2007, foi professora assistente visitante na Faculdade de Direito da Universidade de Chicago.
De 2007 até 2013, Kruger foi assistente do Procurador-Geral dos Estados Unidos e, em 2011, tornou-se a principal procuradora-geral adjunta dos Estados Unidos. Em 2013, Kruger tornou-se assistente do procurador-geral adjunto do Gabinete de Aconselhamento Jurídico do Departamento de Justiça dos Estados Unidos.
Em 24 de novembro de 2014, o governador da Califórnia, Jerry Brown, anunciou que estava nomeando Kruger para a Suprema Corte da Califórnia. Aos 38 anos de idade, ela tornou-se a mais jovem nomeada para este tribunal em quase um século. Ela foi confirmada em 29 de dezembro de 2014 pela Comissão Estadual de Nomeações Judiciais. Em 5 de janeiro de 2015, foi empossada no cargo, substituindo a juíza Joyce L. Kennard.